# Кондратьев, Вадим Ильич
Вадим Ильич Кондра́тьев (род. 23 июля 1935) — советский и российский учёный-акустик, профессор, лауреат Государственной премии РФ, директор НИИ прикладной акустики (1994—2005).

## Биография
Родился 23 июля 1935 г. в Ярославле.
Окончил Ярославский государственный педагогический институт имени К. Д. Ушинского (1958) и очную аспирантуру Акустического института имени академика Н. Н. Андреева Академии наук СССР (1964).
С 1964 г. работал в Волжской научно-акустической станции института АН СССР в Дубне, с 1977 г. — начальник станции, преобразованной в 1981 г. в Волжское научно-техническое отделение.
С 1994 г. директор организованного по его инициативе НИИ прикладной акустики (до 2004).
Кандидат физико-математических наук (1969), доктор технических наук (1992).
Автор и соавтор 49 изобретений по созданию и усовершенствованию специализированной акустической аппаратуры.

## Награды
Лауреат Государственной премии РФ, Почётный судостроитель Российской Федерации.
Награждён орденами Почета, «За заслуги перед Отечеством» 4-й степени.